# Tratado talmúdico
Un tratado talmúdico (en hebreo: מַסֶּכֶת) (transliterado: masejet) es un elemento literario que forma parte del Talmud, y que examina de una manera sistemática un determinado aspecto de la ley judía, la Halajá. 

## Etimología
La palabra masejet aparece en la Biblia Hebrea, el Tanaj en el Libro de los Jueces capítulo 16, versículos 13 y 14. El significado de la palabra en hebreo es trama utilizada para tejer. También se refiere al trabajo de examinar en profundidad un asunto que comprende un marco de discusiones, investigaciones y conclusiones. Se refiere en particular a las secciones de la Mishná, la Tosefta, la Baraita, y la Guemará del Talmud de Babilonia, y del Talmud de Jerusalén.

## Tratados mayores
Los llamados tratados mayores, son aquellos que se encuentran en la propia Mishná, y están organizados en seis órdenes llamados sedarim, mientras que los tratados menores, no están incluidos en la Mishná, y no han sido canonizados.
La Mishná incluye 63 tratados, cada uno de los cuales está dividido en varios capítulos y en diversos versículos. Este mismo principio se aplica a la Tosefta. Cada masejet o tratado talmúdico es nombrado según el tema principal sobre el cual trata dicho tratado, por ejemplo: el tratado Berajot del Talmud, trata sobre las bendiciones, el tratado Shabat trata sobre el día de descanso sabático, el Shabat, mientras que el tratado Sanedrín trata sobre la institución rabínica llamada con el mismo nombre, el Sanedrín. La palabra aramea mesichta se usa indistintamente junto con la palabra hebrea masejet.
Los siguientes tratados de la Mishná, se encuentran repartidos en seis órdenes llamadas sedarim, estas son las seis órdenes de la Mishná y el Talmud: Zeraim (semillas), Moed (festividades), Nashim (mujeres), Nezikín (daños), Kodashim (Santidades), y Tohorot (Purezas).
El Talmud de Babilonia tiene Guemará, la cual es un análisis rabínico y un comentario de la Mishná, dividido en 37 tratados (masejtot). El Talmud de Jerusalén tiene Guemará en 39 tratados talmúdicos.

## Tratados menores
Hay 15 tratados menores. Normalmente son imprimidos al final del orden de Nezikín en el Talmud. Contienen diversos asuntos tales como los referentes a las leyendas, la historia, el folclore, la moralidad, y a los consejos prácticos en varias esferas, las leyes y costumbres pertenecientes al duelo, al compromiso, el matrimonio, la cohabitación, las maneras y la conducta. 
El Talmud contiene diversas máximas que llaman a la auto-examinación y a la modestia, que tratan sobre las diversas maneras de alcanzar la paz entre las personas, varias regulaciones sobre como escribir los rollos de la Torá y la Mezuzá, sobre los preceptos relativos a las filacterias (tefilim), y sobre los flecos de la vestimenta (tzitzit), así como sobre la conversión al judaísmo.
La literatura rabínica se puede organizar de manera similar, siguiendo la estructura interna del Talmud, como por ejemplo las halajot del Rabino Isaac Alfasi, pero muchas obras siguen una estructura diferente, como por ejemplo el Mishné Torá de Maimónides, o los midrashim, los cuales no están organizados en tratados (masejtot).
Cada tratado talmúdico está a su vez formado por varios capítulos, llamados en singular perek, en plural perakim. Los capítulos a su vez están formados por varios versículos, llamados mishnayot.